# Сказка (песня)
«Сказка» (также - Странная сказка) - песня советской рок-группы «Кино» представлена в альбоме «Звезда по имени Солнце» Песня «Сказка», равно как и «Апрель», и «Место для шага вперед» никогда не исполнялись группой на концертах.
История создания: композиция записывается впервые в 1988 году на «Портастудии»
Возможно, что текст был навеян чернобыльской катастрофой, если обратить внимание на слова «…. а деревья заболели чумой, заболели ещё весной».
1. ↑  История песни «Сказка» // ВКонтакте : Сайт. — 2017. — 8 августа.